# Sarkanen (sjö i Jockas, Södra Savolax)
Sarkanen är en sjö i kommunen Jockas i landskapet Södra Savolax i Finland. Arean är 44 hektar och strandlinjen är 3,6 kilometer lång. Sjön  ingår i Vuoksens huvudavrinningsområde.   Den ligger omkring 38 kilometer nordöst om S:t Michel och omkring 250 kilometer nordöst om Helsingfors. 